# La dona a la literatura medieval
La dona a la literatura medieval va ser presentada de diferents maneres, des de la figura de la dona forta i valenta, fins a la de la dona temptadora i perillosa. Moltes de les obres literàries medievals van ser escrites per homes, cosa que pot influir en la manera en què la dona és representada en aquestes obres. No obstant, també hi ha moltes obres escrites per dones, que ofereixen una visió més àmplia i complexa de la seva experiència en una societat dominada pels homes. A través d'aquestes obres, podem entendre millor les expectatives socials, les experiències i els desafiaments que les dones van haver de superar en aquell període de la història. A través de les històries i les poesies de l'època, podem veure com es percebien les dones i com va evolucionar la seva representació en la literatura.

## L'edat mitjana i la dona
Durant l'edat mitjana les dones nobles o d'estaments més alts tenien bàsicament dues opcions o sortides a la vida, que eren el matrimoni o la vida religiosa. La majoria de vegades era el pater familias qui decidia el futur de les seves filles. Les dones vivien sotmeses durant la seva existència a ser filles o esposes sota el domini jurídic i econòmic de l'home; fins ben entrat el segle xx van estar considerades jurídicament menors d'edat. La seva única sortida era casar-se o consagrar-se a la vida religiosa. Molts filòsofs i teòlegs consideraven les dones éssers inferiors, influenciables i irracionals. El matrimoni era vist com l'única manera d'establir la frontera entre el que era lícit i il·lícit. Les dones eren educades per portar a terme papers passius, com ara el casament i la gestació. Només unes poques dones anaven més enllà i escollien les lletres com a expressió de la seva decisió personal.

## La dona i la literatura a l'edat mitjana
Algunes dones, però, van triar un camí diferent i van escollir les lletres com a forma de presa de decisió personal, de posar-se a escriure, escollir un tema, un gènere i crear una història. Per conèixer les dones d'aquells temps, és important llegir els textos escrits per elles mateixes: poesies, cartes, biografies... sense oblidar que, malgrat la seva elecció personal, seguien sent subjectes a una època molt masclista i a una mentalitat constrenyida pel seu entorn. Dones que destacaren en la literatura de l'edat mitjana foren Eloïsa, Hildelgarda de Bingen, les trobairitz o trobadores com Beatriu de Dia, Maria de França, Christine de Pizan o Leonor López de Córdoba. Aquestes autores van ser retratades de manera oscil·lant, des del menyspreu fins a l'adoració, amb una visió molt simplificada de l'àngel i el diable, la maternitat i la sexualitat, la prostituta i la mare. La veritable acceptació de les dones com a models femenins multidimensionals arribaria segles després.